# Fürstenauer Holz

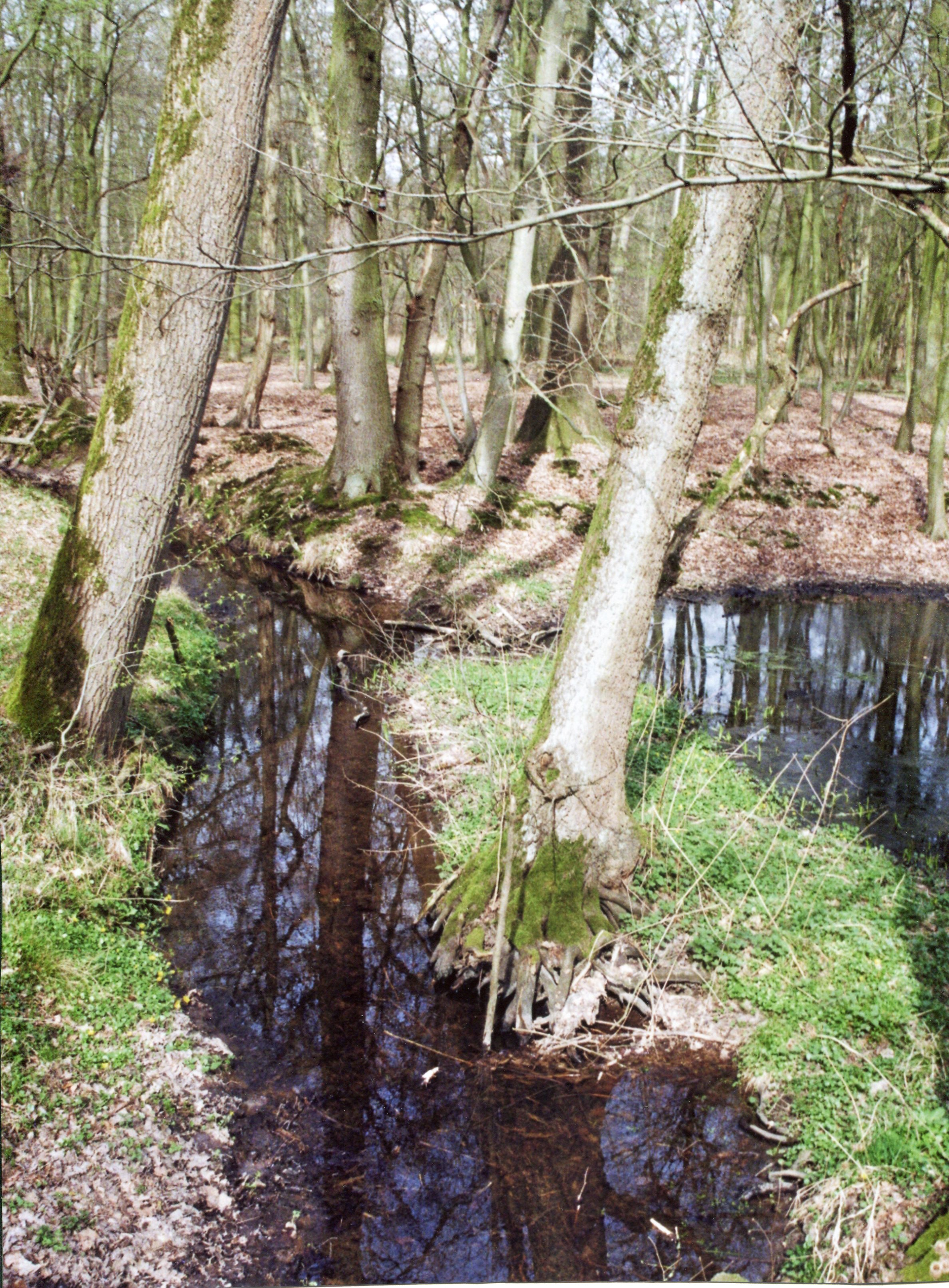
Steinfurtgraben im Voigtsbruch an der Weggabelung nach Fürstenau, Sophiental und Wahle,

Das Fürstenauer Holz ist ein Waldgebiet in der Gemeinde Vechelde, Landkreis Peine in Niedersachsen.
Es ist die größte zusammenhängende Waldfläche des Landkreises und umfasst etwa 3,5 km² (350 Hektar) Landeswald und etwa 2,5 km² (250 Hektar) Privatwald, überwiegend als Forstgenossenschaftswald, auch etwas Kirchenwald und Kleinprivatwald. Der Wald ist Teil des Landschaftsschutzgebiets Staatsforst Sophiental und angrenzende Forste.

## Lage
Das Waldgebiet ist fast ausschließlich von Ackerflächen umgeben und umschließt hufeisenförmig eine langgestreckte Feuchtwiese.
Es liegt am Ort Fürstenau zwischen Woltorf im Westen, dem Mittellandkanal und der Ortschaft Sophiental im Norden, dem Stichkanal Salzgitter und der Ortschaft Bortfeld im Osten. Die Genossenschaftsforste befinden sich im Süden in der Nähe der Ortschaften Sierße und Wahle. Sie werden als Sießer Forst und Wahler Forst bezeichnet.

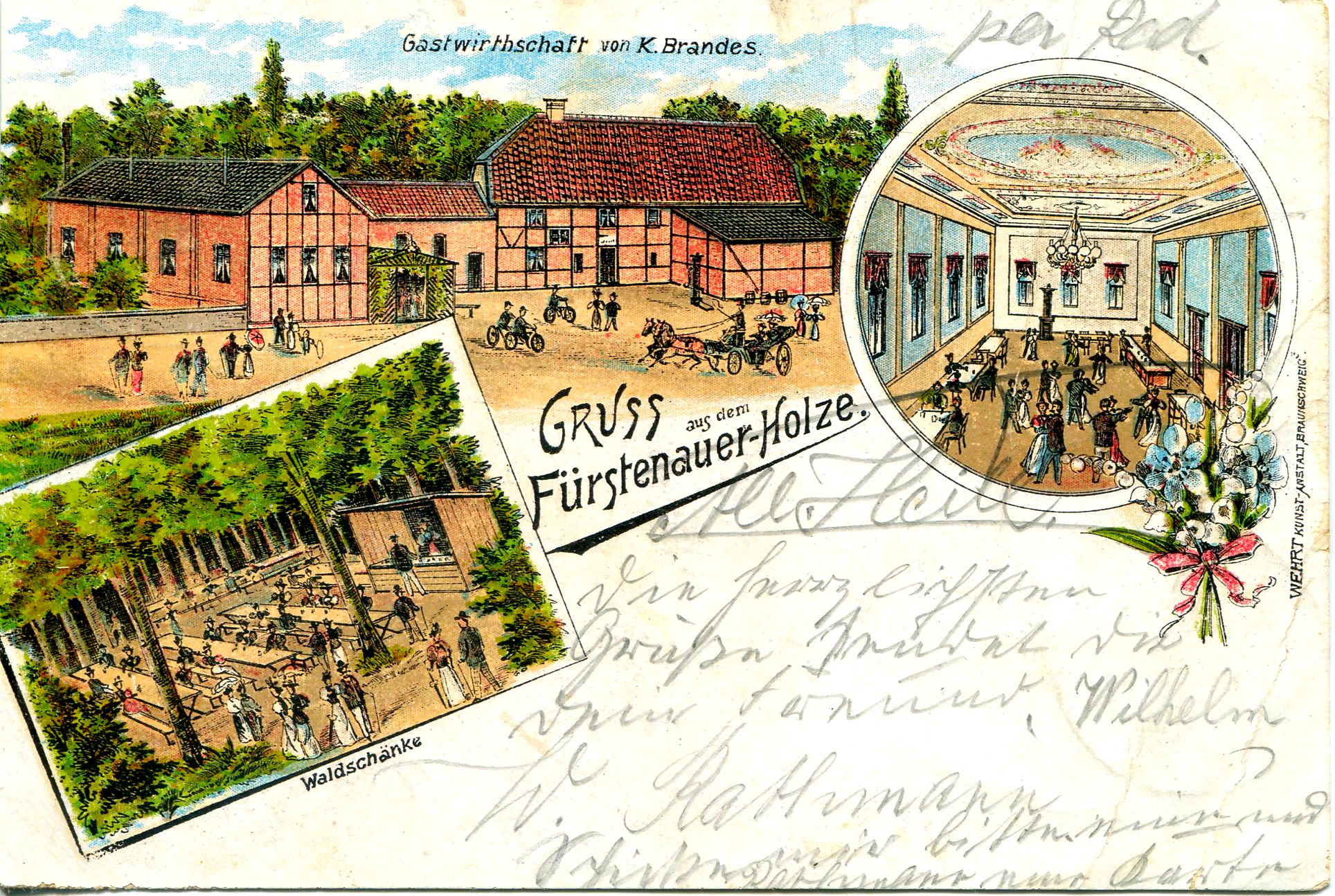
Ansichtskarte von der Gastwirtschaft Brandes in Fürstenau, 1899

## Landschaftsschutz
Das Fürstenauer Holz ist Teil des seit 1969 bestehenden Landschaftsschutzgebiets „Staatsforst Sophiental und angrenzende Forste“ mit der Nummer LSG PE 00036. Es wurde bereits am 26. Juni 1962, als es noch zum Landkreis Braunschweig gehörte, unter Landschaftsschutz gestellt.  Zu einer geschützten Landschaft gehört nicht nur der Wald als solcher, sondern auch zum Teil seine angrenzenden Freiflächen. Das in der Bortfelder Feldmark gelegene Schwarze Bruch und die östlich der Aue befindlichen Wiesen sowie das Heegholz und der Köppels Busch nördlich des Mittellandkanals sind Teil dieses Landschaftsschutzgebiets. Es hat insgesamt eine Größe von etwa 720 Hektar.
Ein Landschaftsschutzgebiet soll gut erreichbar und ruhig sein. Die Landschaft soll für den Menschen geschützt werden, die Natur dabei aber von ihm achtsam behandelt werden. Um der Erholungsfunktion eines Landschaftsschutzgebietes gerecht zu werden, sind im Fürstenauer Holz an den Zufahrtsstraßen befestigte Parkbuchten angelegt und an den Waldwegen an verschiedenen Stellen Doppelbänke zum Verweilen und auch eine Schutzhütte errichtet worden.

## Forstwirtschaft
Die Forstwirtschaft im Landeswald Fürstenauer Holz wird nachhaltig betrieben. Die jährliche Holzentnahme orientiert sich dabei am Holzzuwachs. Im Jahr werden etwa 1700 Festmeter Holz geschlagen. Der prognostizierte jährliche Zuwachs liegt bei etwa 2200 Festmeter.
Eichenbestände bilden mit etwa 30 Prozent den größten Anteil. Es folgen mit jeweils 10 Prozent Buchen-, Kiefern-, Fichten- und Lärchenbestände. Die übrigen 30 Prozent verteilen sich auf die Baumarten Erle, Esche, Ahorn, Pappel, Birke, Douglasie und unterschiedliches Wildobst.
Die Niedersächsischen Landesforsten halten die Nutzfunktion des Waldes für genauso wichtig wie seine Schutz- und Erholungsfunktion. Die Bewirtschaftung richtet sich nach einem 1991 aufgestellten Waldentwicklungsprogramm. Es stützt sich auf wissenschaftliche Erkenntnisse der Waldökosystemforschung.

Bäuerliche Waldnutzung im 18. Jahrhundert

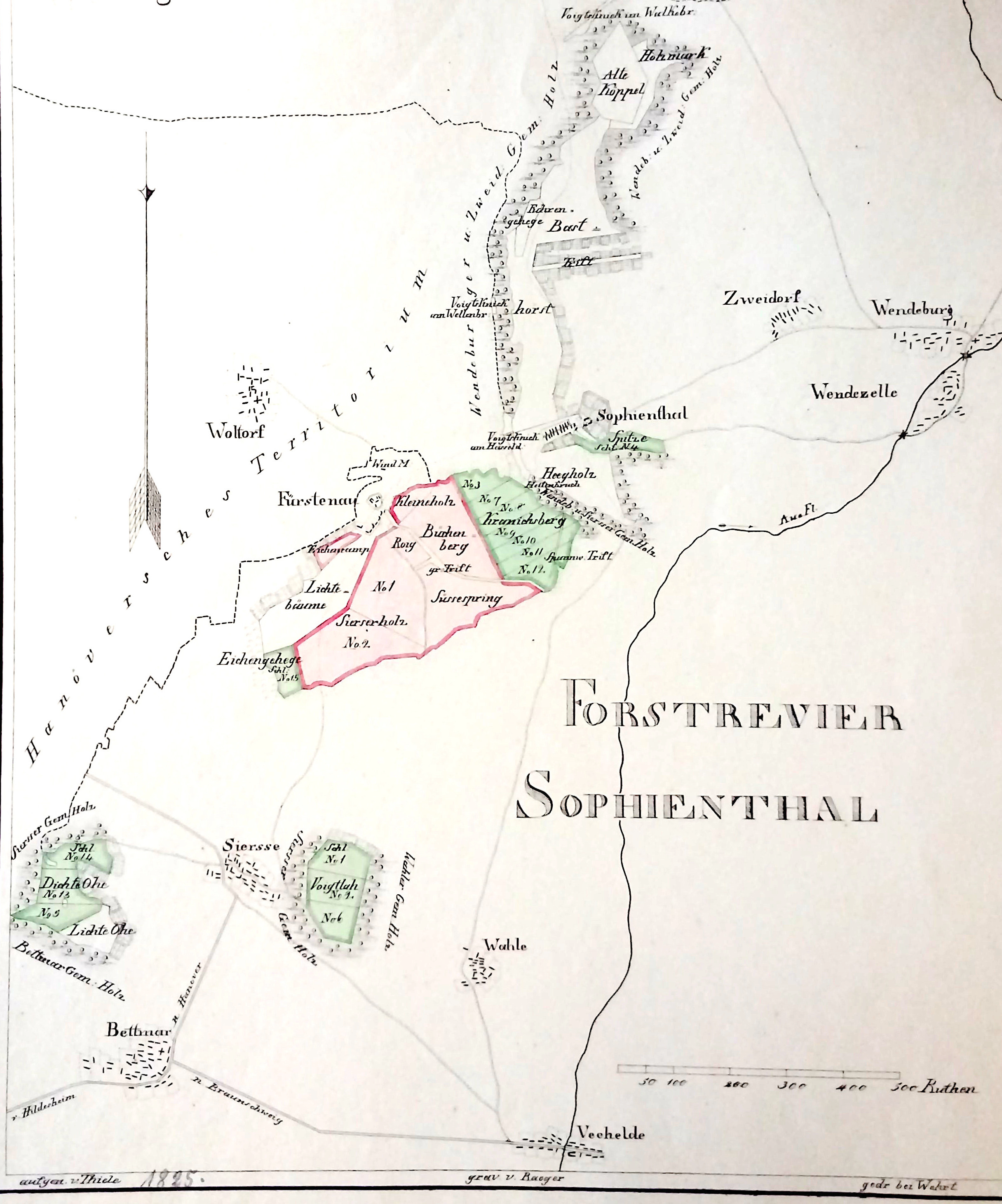
Inselkarte des Forstreviers Sophiental, 1825.
Der Mittel- und Niederwald ist grün eingefärbt, der Pflanzwald rot.

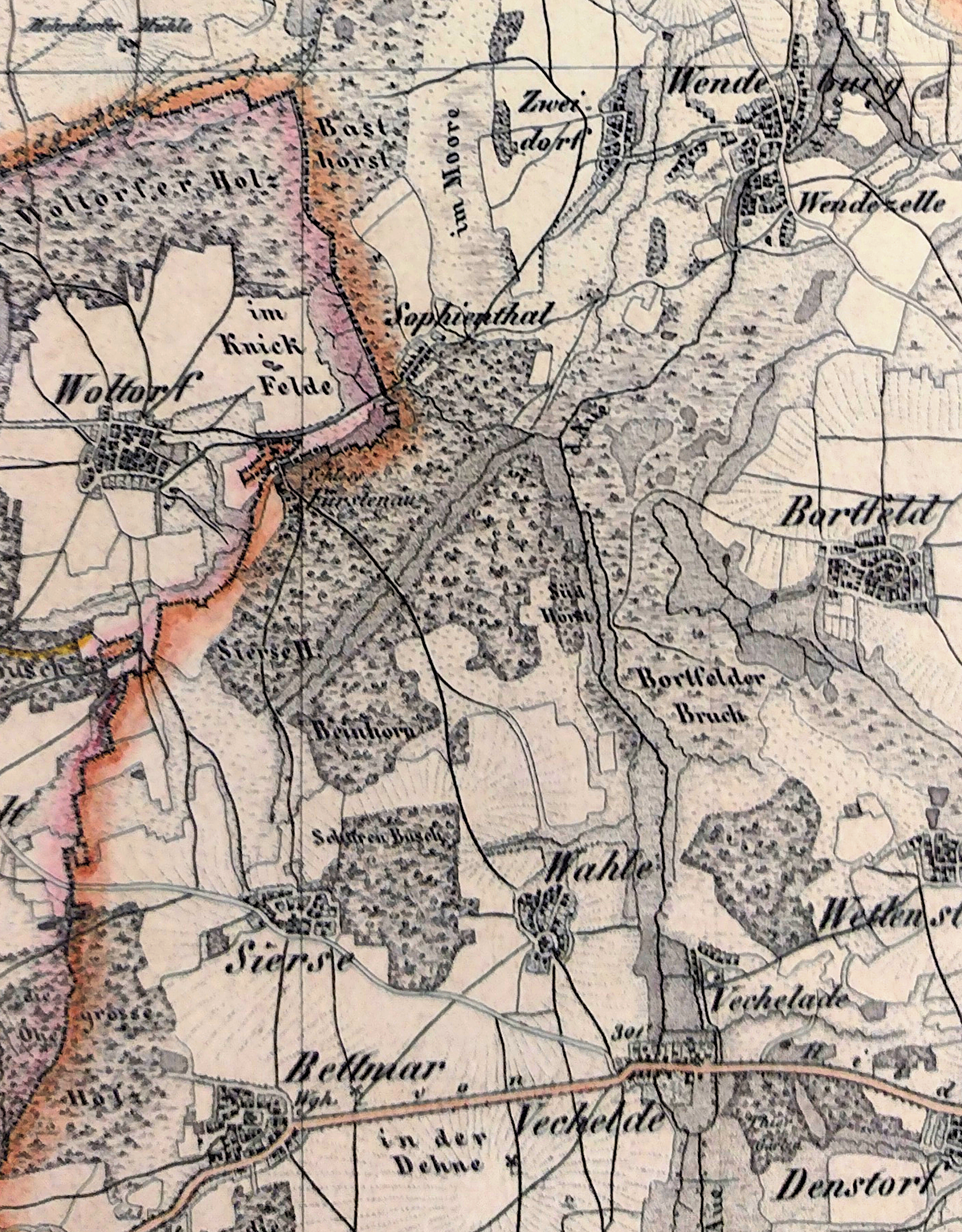
Ausschnitt von dem Blatt 49 des Topographischen Atlasses des Königreichs Hannover und des Herzogtums Braunschweig, 1832 bis 1848, Grenzverlauf in orange

## Geschichte

### Waldnutzung in der frühen Neuzeit
Bis zum Beginn des 18. Jahrhunderts galt alles, was an Holz aus einer Holzmark entnommen werden konnte als unerschöpfliche Resource. Vorrangig handelte es sich um Nutz-, Brenn- und Bauholz. Es stand nach althergebrachtem Recht jedem Markgenossen zu und beruhte auf Berechtigungen, die den Bewohnern zugestanden worden waren, die sich in der Nähe eines Waldes angesiedelt hatten.  Sie dienten dazu, um ihnen ihr Auskommen zu sichern. Für das Herstellen oder Ausbessern von Knüppeldämmen, die durch morastige Brüche führten, wurden große Mengen an Stangenholz benötigt. Die Waldweide und auch das Zusammenrechen von Laub- und Nadeleinstreu gehörte zu diesen Berechtigungen. Die für das Auskeimen von Wildlingen so notwendige schützende Naturhumusschicht wurde dadurch in Mitleidenschaft gezogen. Zum Ende des 18. Jahrhunderts verbreitete sich zudem ein lebhafter Handel mit unrechtmäßig abgesägtem und geschlagenem Holz. Es wurde anschließend in einer nahe gelegenen Stadt verkauft. Die Landesverwaltung des Fürstentums Braunschweig-Wolfenbüttel prognostizierte damals in absehbarer Zeit einen Holzmangel. Verbote zur Einschränkung des Waldfrevels wurden von der Bevölkerung nicht beachtet. Um den Waldbestand nicht noch weiter zu dezimieren, wurden ab 1814 in den größeren Waldgebieten des Herzogtums Braunschweig insgesamt 76 Revierförstereien zum Forstschutz eingerichtet, so auch eine in Sophiental.

### Die Ablösung der Holzgerechtigkeiten
Anfang des 19. Jahrhunderts setzte sich das Gedankengut des schottischen Nationalökonomen und Moralphilosophen Adam Smith auch im deutschen Sprachraum durch. Als liberaler Denker postulierte er in seinem Werk "Der Wohlstand der Nationen", dass der Staat die Rahmenbedingungen für wirtschaftliches Handeln schaffen müsse. Die Akteure vor Ort würden sie zu ihrem eigenen Vorteil nutzen. Man erkannte, dass die Abnahme der Holzvorräte weder mit Verordnungen noch Verboten einzudämmen war. Nur ein völliges Beseitigen der unzähligen, schwer kontrollierbaren Holzgerechtigkeiten sei erfolgversprechend. Somit war die erste Hälfte dieses Jahrhunderts von der Ablösung einer Vielzahl dieser Berechtigungen geprägt. In den Waldungen des Amtes Vechelde wurde davon frühzeitig Gebrauch gemacht.  Dies ermöglichte schon zu dieser Zeit einen Umbau des Waldes nach den Empfehlungen von Heinrich Cotta, einem allseits geachteten Forstwissenschaftler.  Begriffe, wie Forstplanung und Forsteinrichtung, fanden Eingang in das waldwirtschaftliche Denken und Handeln. Der bisherige Mittelwaldbetrieb, der sich im Hinblick auf die Eigenversorgung mit Brennholz in den Genossenschaftsforsten noch eine Zeitlang hielt, konnte unter staatlicher Leitung nach dem Abtrieb der Alteichen- und Buchenbestände in einen Pflanzwald überführt werden, um langfristig Hochwaldbestände zu erziehen. Die verangerten, durch Weidebetrieb mit Gras oder Forstunkräutern überwachsenen Hudeflächen wurden mit schnellwachsenden Fichten gefüllt. 1927 bestanden im Fürstenauer Holz im Gegensatz zu anderen Forstamtsbezirken absolut keine Holz- und Weideberechtigungen mehr.

## Straßen und Landwege
Abgesehen von einigen nicht öffentlichen Holzabfuhrwegen wird das Waldgebiet in westöstlicher Richtung von nur einer einzigen Kreisstraße (der K 21) gequert. Sie wird am Ortsausgang von Fürstenau als „Alter Bierweg“ bezeichnet, weil auf ihr das auf der Fürstenauer Domäne gebraute Broyhahnbier durch die Sierßer Wiesen bis hin nach Vechelde zum Ruhesitz des Herzogs Ferdinand transportiert wurde.
Südlich von Sophiental führt eine asphaltierte Straße, der sogenannte „Spannweg“, bis an den Rand des Waldgebietes. Es musste angespannt werden, um von hier aus trockenen Fußes durch das morastige Ochsenbruch und die immer Wasser führende Steinfurt im Norden der Sierßer Wiesen nach Wahle zu gelangen.

## Wasserstraße
1927 näherte sich der Bau des Mittellandkanals dem Fürstenauer Holz von Westen her. Er durchschnitt südlich von Sophiental den nördlichen Teil dieses Waldgebiets. Der angefallene Aushub wurde südlich des Kanals im sogenannten Ochsenbruch als 7 m hohe Abraumhalde abgelagert. Der Bau des Kanals wurde ursprünglich mit einem Muldenprofil ausgeführt. In den 1980er Jahren musste der Mittellandkanal auf Grund der immer größer werdenden Schiffe (Großmotorgüterschiff) ausgebaut werden. Um die vorhandene Kanalbreite optimal zu nutzen, einigte man sich auf einen kastenförmigen Regelquerschnitt mit Spundwänden. Damit auch weiterhin ein Wildwechsel möglich war, wurde der befahrbare Querschnitt als kombiniertes Rechteck-Trapez-Profil (KRT-Profil) ausgebaut. Beim KRT-Profil endet die senkrechte Spundwand etwa 20 cm unter der Wasseroberfläche und geht von hier aus in die Böschung über. Dadurch wird es dem Wild ermöglicht, das Wasser zu verlassen. Streckenweise wurden auch ausstiegserleichternde Wildtierbuchten mit Unterwasserspundwand angelegt. Im Landschaftsbild fällt die senkrechte Unterwasser-Uferbefestigung nicht mehr auf, zu sehen ist ein bewachsenes Ufer.